# Margot Boer
Margot Boer, född den 7 augusti 1985 i Woubrugge, Nederländerna, är en nederländsk skridskoåkare.
Hon tog OS-brons på damernas 500 meter och även OS-brons på den dubbla distansen i samband med de olympiska skridskotävlingarna 2014 i Sotji.